# Higgins (Schiff)
Die USS Higgins (DDG-76) ist ein Zerstörer der Arleigh-Burke-Klasse. Die United States Navy hat das Schiff nach dem US Marine William Richard Higgins benannt, der 1990 in Geiselhaft einer pro-iranischen Gruppe im Libanon gefoltert und ermordet wurde.

## Geschichte
DDG-76 wurde 1993 bestellt und im November 1996 bei Bath Iron Works in Bath, Maine auf Kiel gelegt. Bereits im Oktober des folgenden Jahres konnte die Einheit vom Stapel laufen. Nach der Endausrüstung und den Werfterprobungsfahrten wurde die Higgins im April 1999 in Dienst gestellt.
2000 verlegte die Higgins erstmals in den Pazifik, besuchte während dieser Fahrt unter anderem Sydney. 2002 nahm der Zerstörer an Übungen mit dem Träger Constellation teil, Ende des Jahres verlegte sie mit der Kampfgruppe auf ihre zweite Fahrt, im Rahmen der Operation Enduring Freedom. 2003 war das Schiff an Tomahawk-Angriffen auf Ziele im Irak beteiligt, auch 2004 befand sich die Higgins im Persischen Golf. 2005 verlegte sie mit der Nimitz im Rahmen des Krieges gegen den Terrorismus, außerdem stand eine Übung mit der indischen Marine auf dem Plan. 2006 war der Zerstörer ein Teilnehmer der Fleet Week Sea and Air Parade in San Diego.
Auch 2007 verlegte die Higgins in den Nahen Osten, sie war wiederum als Geleitschutz der Nimitz eingeteilt. Am 8. Mai wurde ihr Kommandant, Cmdr. Jeffrey P. Menne, von seinem Kommando entbunden, als Grund wurde ein Vertrauensverlust auf Grund einer Verwaltungsangelegenheit („administrative matter“) angegeben. Als Geleit der Nimitz war die Higgins im August an der Übung Valiant Shield beteiligt, im September dann an Exercise Malabar. Wieder mit Nimitz verlegte der Zerstörer Anfang 2008 in den Westpazifik, wo die Kampfgruppe die Kitty Hawk ersetzte, die zur Überholung anstand. Mit ihrer Kampfgruppe legte die Higgins im April zum Hafenbesuch in Hongkong an.
Anfang 2010 unterstützte die Higgins an der Seite der Nimitz den humanitärischen Einsatz vor der Küste Haitis, wo ein Erdbeben schwere Schäden angerichtet hatte.
Beim Luftangriff auf Damaskus und Homs am 14. April 2018 beteiligte sich die Higgins mit dem Einsatz von 23 Tomahawk-Marschflugkörpern vom nördlichen Teil des Persischen Golf aus.
Mitte August 2025 durchfuhr die Higgins im Südchinesischen Meer das Gebiet des von China völkerrechtswidrig beanspruchten Scarborough-Riffs und wurde dabei offenbar nach chinesischen Staatsmedien von chinesischen Seestreitkräften „vertrieben“. Neben der Higgins war nach US-amerikanischen Medien auch die Cincinnati, ein Littoral Combat Ship (Fregatte) der Independence-Klasse, in dem Gebiet unterwegs.